# Мсциславски рејон
Мсциславски рејон (блр. Мсціслаўскі раён; рус. Мстиславский райо́н) је административна јединица другог нивоа на истоку Могиљовске области у Републици Белорусији. 
Административни центар рејона је град Мсцислав.

## Географија
Мсциславски рејон обухвата територију површине 1.332,51 km² и на 12. је месту по величини у Могиљовској области. Граничи се са на југу и западу са 5 рејона Могиљовске области (Горкијски, Дрибински, Чавуски, Черикавски и Кричавски рејон), те са Смоленском облашћу Руске Федерације на североистоку и истоку. 
Углавном равничарским рељефом рејона доминира река Сож са својим притокама.

## Историја
Рејон је основан 17. јула 1924. године. До јуна 1927. био је у саставу Калининског округа и након тога је наредне три године био део Оршанског округа. Део је Могиљовске области од 15. јануара 1938. године. 

## Демографија
Према резултатима пописа из 2009. на том подручју стално је било насељено 24.768 становника или у просеку 18,59 ст/км².. 
Основу популације чине Белоруси (90,73%), Руси (7,68%) и остали (1,59%).	
Рејон је административно подељен на подручје града Мсцислава и на 13 сеоских општина. На територији рејона постоје укупно 162 насељена места.